# Kabinet-Figl I
De Oostenrijkse bondsregering Figl I was een uit drie partijen (ÖVP, SPÖ, KPÖ) bestaand kabinet dat na de parlementsverkiezingen van 1945 werd gevormd door Leopold Figl. Het kabinet werd op 20 december 1945 beëdigd door Bondspresident Karl Renner. Figl (ÖVP) werd bondskanselier en Adolf Schärf (SPÖ) werd als vice-kanselier zijn plaatsvervanger. De coalitie had alle van de 165 zetels in de Nationale Raad.
Op 20 november 1947 trad de communistische minister Karl Altmann uit de regering en was er voortaan sprake van een twee-partijencoalitie.
| Partij | Partij | Ministers | Staatssecretarissen |
| ------ | ------ | --------- | ------------------- |
|        | ÖVP    | 9         | 1                   |
|        | SPÖ    | 6         | 3                   |
|        | KPÖ    | 1         | 0                   |

| Bondsminister             | Ambtsdrager | Partij                                | Staatssecretaris |
| ------------------------- | --- | ------------------------------------- | --- |
| Bondskanseliersambt       | Bondskanslier Leopold Figl Vice-kanselier: Adolf Schärf (zonder Portefeuille) Buitenlandse Zaken Karl Gruber Bondsminister (verbonden aan het Bondskanseliersambt) Alois Weinberger (bis 11. Jänner 1947) Erwin Altenburger (ab 11. Jänner 1947) | ÖVP SPÖ ÖVP                           | |
| Binnenlandse Zaken        | Oskar Helmer | SPÖ                                   | Ferdinand Graf (ÖVP) |
| Justitie                  | Josef Gerö | Partijloos (door de SPÖ voorgedragen) | |
| Onderwijs                 | Felix Hurdes | ÖVP                                   | |
| Sociale Voorzieningen     | Karl Maisel | SPÖ                                   | |
| Financiën                 | Georg Zimmermann | ÖVP                                   | |
| Land- en Bosbouw          | Josef Kraus | ÖVP                                   | |
| Handel en Wederopbouw     | Eugen Fleischacker (tot 31 mei 1946) Eduard Heinl (v.a. 31 mei 1946 tot 18 februari 1948) Ernst Kolb | ÖVP                                   | |
| Voedselvoorziening        | Hans Frenzel (tot 11 januari 1947) Otto Sagmeister (v.a. 11 januari 1947) | SPÖ                                   | |
| Economische Planning      | Peter Krauland | ÖVP                                   | Karl Waldbrunner (tot 28 maart 1946) Franz Rauscher (v.a. 28 maart 1946 tot 11 januari 1947) Karl Mantler (v.a. 11 januari 1947) (allen SPÖ) |
| Verkeer                   | Vinzenz Übeleis | SPÖ                                   | |
| Elektrificatie en Energie | Karl Altmann (tot 20 november 1947) Eduard Heinl (met de leiding belast – v.a. 20 november 1947 tot 24 november 1947) Alfred Migsch (v.a. 24 november 1947)                                                                                      | KPÖ SPÖ                               | |

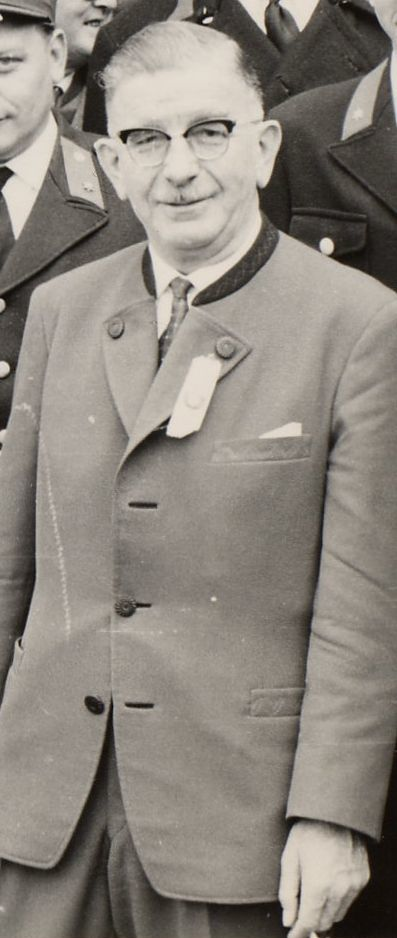
Bondskanselier Leopold Figl (ÖVP)
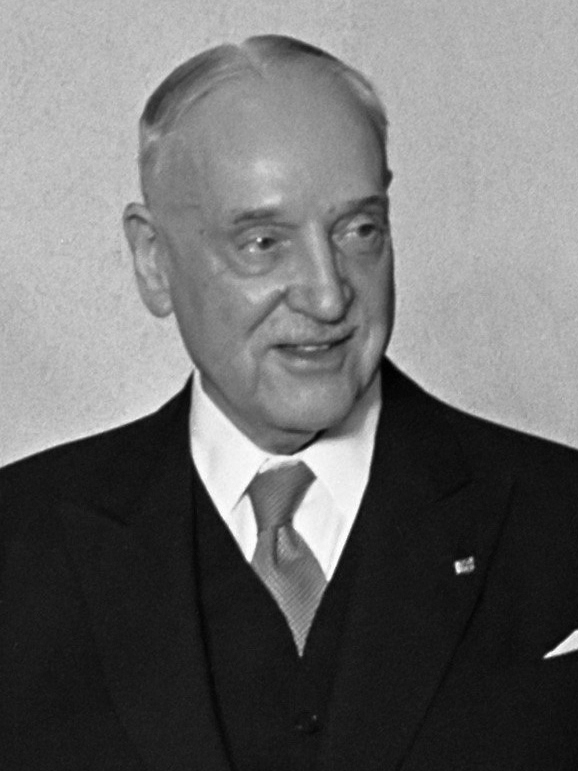
Vice-kanselier Adolf Schärf (SPÖ)

Renner · Figl I · Figl II · Figl III · Raab I · Raab II · Raab III · Raab IV · Gorbach I · Gorbach II · Klaus I · Klaus II · Kreisky I · Kreisky II · Kreisky III · Kreisky IV · Sinowatz · Vranitzky I · Vranitzky I · Vranitzky III · Vranitzky IV · Vranitzky V · Klima · Schüssel I · Schüssel II · Gusenbauer · Faymann I · Faymann II · Kern · Kurz I · Bierlein · Kurz II · Schallenberg · Nehammer · Stocker